# God of Thunder (EP)
God of Thunder es un EP de la banda estadounidense White Zombie, publicado en 1989 por la discográfica Caroline Records. El EP contiene una versión de la canción "God of Thunder" de Kiss, publicada originalmente en el álbum Destroyer de 1976.

## Lista de canciones
Todas las canciones escritas por White Zombie, excepto "God of Thunder", escrita por Paul Stanley.

### Lado A
1. "God of Thunder" (3:52)

### Lado B
1. "Love Razor" (5:19)
2. "Disaster Blaster II" (4:56)

## Créditos
- Rob Zombie – Voz
- Jay Noel Yuenger – Guitarra
- Sean Yseult – Bajo
- Ivan de Prume – Batería